# Вера Антонова
Вера Янкова Антонова (19 квітня 1917 р., Варна — 13 жовтня 2002 р., Софія) — болгарський археолог середньовіччя, музейна діячка, дослідниця і популяризаторка археологічної спадщини Шумена і Шуменської області.

## Біографія
Народилася 19 квітня 1917 року у Варні. Вона закінчила класичну гімназію в її рідному місті. Навчалася у Софійському університеті, де вивчала класичну філологію, античну історію та археологію. Її професорами були видатні болгарські вчені Александар Балабанов, Димитар Дечев, Гаврил Кацаров, Владимир Георгієв, Веселин Бешевлієв.
У 1942 році Вера Антонова почала працювати вчителем грецької та латинської у Шуменській дівчочій гімназії «Нанчо Попович». Одночасно вона закінчила курс бібліотекарів в Національній бібліотеці «Св. св. Кирила і Мефодія», потім деякий час працювала помічницею в Окружній бібліотеці Шумена.
У 1951 році воно почала працювати в Окружному історичному музеї в Шумені, де до 1988 року завідувала кафедрою середньовічної археології. На початку своєї наукової кар'єри її інтереси були сосереджені на епохах фракійської, античної та пізньої антики. У 1950-х роках разом з Цветаною Нелчиновою-Дремсизовою працювала над вивченням римської вілли біля села Мадара, пізньої античної фортеці біля села Войвода, фракійських некрополів у селах Браничево і Янково. Наприкінці 50-х років брала участь в експедиціях Станчо Ваклинова у реєстрації ранньосередньовічних об'єктів в Лудогорії між Плискою та Сілістрою. Одночасно вона брала участь у складі комплексної археологічної експедиції в селі Цар Асен, під керівництвом Милко Мирчева від Варненського музею. Проведені розкопки відкрили одну з найцікавіших середньовічних пам'яток Північносхідної Болгарії. Саме цьому Вера Антонова присвятила свою подальшу наукову діяльність — вивченню середньовічних пам'яток Шуменської області.
Ім'я Вери Антонової незмінно пов'язане з дослідженням значних середньовічних об'єктів національного значення:
- так званий Аул хана Омуртага в с. Хан Крум, Шуменської області;
- в селі Плиска активно бере участь у відкритті так званої Цитаделі і веде широкомасштабні дослідження північного сектора Західної фортечної стіни Внутрішнього міста;
- у Великому Преславі бере участь у розкопках в урочищі «Селище» у Зовнішньому місті;
- спільно з Цветаною Нелчиновою-Дремсизовою збирає, систематизує та публікує дані для карти та каталогу археологічних пам'яток Шуменського району.

Найбільше досягнення Вери Антонової пов'язане з вивченням Шуменської фортеці, якій вона присвячує 30-річну наукову кар'єру. З 1957 по 1987 роки керує розкопками цього складного багатошарового об'єкта, включаючи культурні шари від раннього залізного віку до пізнього середньовіччя. Аналізуючи дані за останній період, вона захистила свою наукову роботу «Місто Шумен у Другій болгарській державі (XII—XIV ст.) у світлі археологічних досліджень», за що в 1976 році отримала звання Старшого наукового співробітника.
Творчий шлях Вери Антонової увінчується понад 120 науковими роботами — монографіями, дослідженнями, статтями та більш ніж 250 популярними статтями, путівниками, листівками. Вона також готує перші музейні експозиції в класному училищі в Шумені, музеї в Плисьці і вМадарі. Вона також є авторкою експозицій двох середньовічних залів в Окружному історичному музеї Шумена в 80-х роках. Музей Шуменської фортеці був заснований за її ініціативою, а сам археологічний заповідник став еталоном культурних та історичних пам'яток.

## Нагороди та почесті
За свою діяльність Вера Антонова була нагороджена:
- орденом «Кирила і Мефодія» II ступеня
- орденом Кирила і Мефодія I ступеня (1976)
- титулом «Заслужений діяч культури» (1980)

## Сім'я
Вера Антонова — мати Антона Антонова — професора, кандидата фізичних наук в Інституті ядерних досліджень та ядерної енергетики Болгарської академії наук.

## Вибрана бібліографія
- Середньовічні поховання Коларовграда. — Археологія, 1959, 1 — 2, 88-95.
- Внесок до найдавнішої історії Шумена і Шуменського плато. — Зб. Шумен — Коларовград, 1, 1960, 1 — 33 (спів. з Цвєтаною Нелчиновою-Дремсизовою).
- Нещодавно відкриті об'єкти римської епохи в Мадарі. — Повідомлення Національного музею Коларовграда, 1, 1960, 19-54.
- Середньовічні лапідарні пам'ятники з написами та малюнками з Коларовграда. — Повідомлення Національного музею Коларовграда, 3, 1965, 25-36.
- Нещодавно відкриті об'єкти римської епохи в Мадарі. — Повідомлення Національного музею Коларовграда, 2, 1963, 23-58.
- Середньовічні прикраси в Коларовградському обласному народному музеї. — Археологія, 1964, 2, 45-52.
- Мадарське зерносховище — Археологія, 1964, 4, 30-36 (спів. з Цвєтаною Нельчиновою-Дремсизовою).
- Дослідження середньовічної культури в Коларовградському окрузі (1944—1964). — Повідомлення Національного музею Коларовграда, 3, 1965, 7-10.
- Про аул хана Омуртага. — Історичний огляд, 1962, 5, 84-86.
- Про походження античних матеріалів середньовічної Плиски. — Історичний огляд, 1965, 5, 67-69.
- Середньовічне село у при греблі «Вінниця», Шуменська область. — Повідомлення Національного музею Шумена, 1967, 4, 3 — 34.
- Нещодавно відкритий давньоболгарський напис у Шуменській фортеці (попереднє повідомлення). — Повідомлення Національного музею Шумена, 1967, 4, 79-85.
- Розкопки городища біля с. Войвода, Шуменський район. — Археологія, 1967, 3, 30-42 (спів. з Цвєтаною Нелчиновою-Дремсизовою).
- Археологічні дослідження в центрі Плиски в 1963—1964 рр. (Сектор А). — Новини Археологічного інституту, 1967, 30, 27-40.
- Дослідження в урочищі «Селище» в Преславі в 1960—1961 рр. — Преслав, 1968, 1, 157—170 (співавтор. з Цвєтаною Нелчиновою-Дремсизовою).
- Матеріали бурових досліджень біля Плиски. — Археологія, 1969, 2, 25-42 (спів. з Ст. Дамяновим).
- Візантійська фортеця Сіври тепе. — Сповіщення Археологічного інституту, 1970, 32, 303—310.
- Три стародавні болгарські посудини з Шуменської фортеці. — Зб. Шумен та Шуменська область, 1971, 2, 173—180.
- Внесок до археологічної карти Шуменського району. — Повідомлення Національного музею міста Шумен, 1973, 6, 89 — 127 (спіль. з Цвєтаною Нелчиновою-Дремсизовою).
- Каталог археологічних пам'яток Шуменського району. Софія, 1975 (спів. з Цвєтаною Нелчиновою-Дремсизовою).
- Про Шуменську фортецю в римську епоху (II—IV ст.). — Археологія, 1978, 4, 13-24.
- Слов'янське поселення в аулі хана Омуртага. — Щорічник Музеїв Північної Болгарії, 1981, 7, 56-64.
- Нові археологічні дослідження в селі Хан Крум, Шумен. — Щорічник Музеїв Північної Болгарії, 1981, 7, 65 — 77 (спів. з П. Петровою, Д. Владимировою).
- Аул хана Омуртага в Чаталарі. Софія, 1981 (спів. з Цвєтаною Нелчиновою-Дремсизовою).
- Шуменська фортеця — твердиня протягом століть. Софія, 1981.
- Нещодавно знайдена знахідка сільськогосподарських знарядь у Плисці. — Преслав, 4, 1983, 263—269.
- Церкви і кам'яні будівлі в ранньо-середньовічному городищі біля села Цар Асен, русенської обл. — Щорічник Музеїв Північної Болгарії, 1984, 10, 59-70. (співавт. з Цвєтаною Дремсизовою).
- Фракійська спадщина Шуменської фортеці. — Щорічник Софійського університету, історико-філософський факультет, 37, 2, 1984, Софія, 1985, 25 — 31 (спів. з Д. Владимировою).
- Зв'язки середньовічного міста Шумен зі столицею Царевград-Тирнов у XIII—XIV ст. (Загальний огляд). — В: Зб. Велико-Тирново 1185—1985, Софія, 1985, 47-58 (співавторка з Д. Владимировою).
- Плиска. Західна стіна — сектор «Північ» (археологічні розкопки 1973—1975 рр.). — Плиска-Преслав, 4, 1985, 44-78 (у співавторстві з Ст. Вітляновим).
- Стародавня спадщина середньовічної Мадари. — Мадара, 3, 1992, 41-53.
- Шумен і Шуменська фортеця, Шумен, 1995.